# Euglossa dissimula
Euglossa dissimula là một loài Hymenoptera trong họ Apidae. Loài này được Dressler mô tả khoa học năm 1978.